# Lacy Island
Lacy Island – niezamieszkana wyspa w Archipelagu Arktycznym, w regionie Qikiqtaaluk, na terytorium Nunavut, w Kanadzie. Znajduje się u zbiegu Cieśniny Hudsona i Morza Labradorskiego. W pobliżu Lacy Island położone są wyspy: Goodwin Island, MacColl Island, Lawson Island, Erhardt Island, Observation Island i Holdridge Island.